# Picarda Bueri
Picarda Bueri, também conhecida como Nanina (em italiano:  Piccarda; Verona, 1368 – Florença, 19 de abril de 1433) foi uma nobre italiana. Ela foi casada com o banqueiro João de Bicci de Médici, e, portanto, junto a ele foi progenitora da linhagem principal da Casa dos Médici.

## Família
Picarda era filha de Eduardo Bueri, membro de uma antiga família originária de Florença, mas que também tinha interesses econômicos em outras cidades; a família estava de fato em Verona na primeira metade do século XIV, quando Picarda nasceu. O nome de sua mãe é desconhecido.

## Biografia
Ao retornar a Florença, Picarda casou-se, em 1378 ou 1386, com o jovem banqueiro João de Médici, que na época era funcionário do próspero banco de seu pai, Averardo. João havia sido nomeado, recentemente, gerente da filial em Roma.
O casamento com Picarda, graças aos 1500 florins trazidos como dote, em outubro de 1385, permitiu ao banqueiro dar o salto para o sucesso e a riqueza, que mais tarde seria a base sólida de toda a fortuna da família Médici.; com o dinheiro da esposa, ele conseguiu aproveitar a sua capacidade empreendedora, investindo-a na compra da sucursal romana do banco, posteriormente ampliada graças também ao património de outros sócios. Em 1420, João tinha passado para os filhos, Cosme e Lourenço, o Velho, a maior parte do controle sobre o banco Médici. A partir do sucesso desse empreendimento econômico, João tornou-se, após a sua morte, um dos florentinos mais ricos da época.
Em 1421, o casal ganhou a concessão de um altar portável do Papa, o qual aparece no inventário do palácio dos Médici.

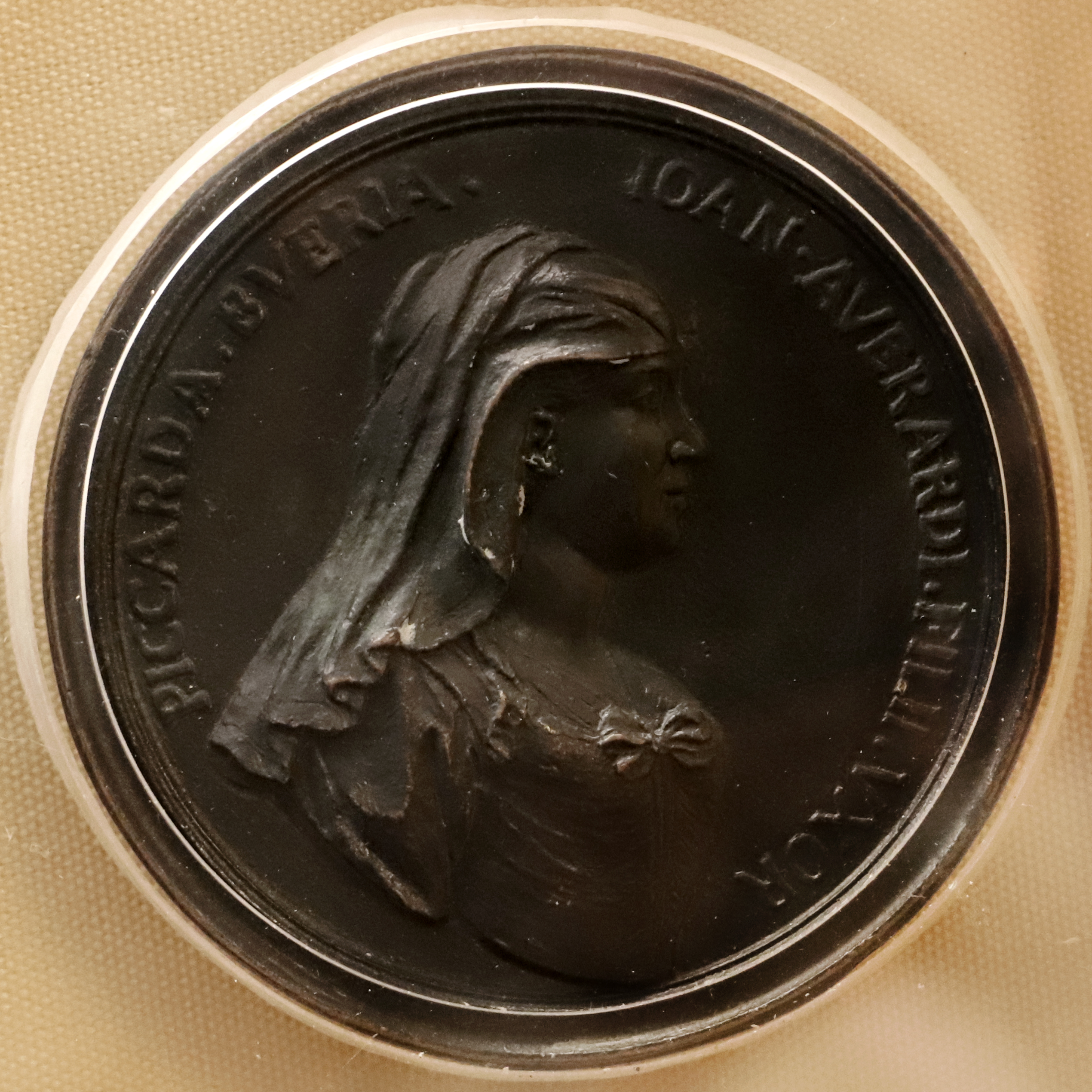
Medalha de Picarda por Antonio Selvi, parte da coleção Serie Medicea, de medalhas que comemoram membros da família Médici; a coleção encontra-se no Museu da Academia Etrusca e da Cidade de Cortona.

Picarda e João viviam em um prédio a poucos passos da Catedral de Santa Maria del Fiore, em Piazza del Duomo, onde hoje é a Via Ricasoli. Picarda cuidava dos assuntos familiares, e, muitas vezes, quando o marido viajava a negócios, monitorava a situação do banco, em Florença. Com a morte do marido, em 1429, ela continuou a ser o  eixo central da família até à sua morte. Antes de morrer, o marido aconselhou os filhos “a respeitá-la e a não lhe tirar as merecidas honras”, visto que dela também dependia a estabilidade econômica alcançada pela família.

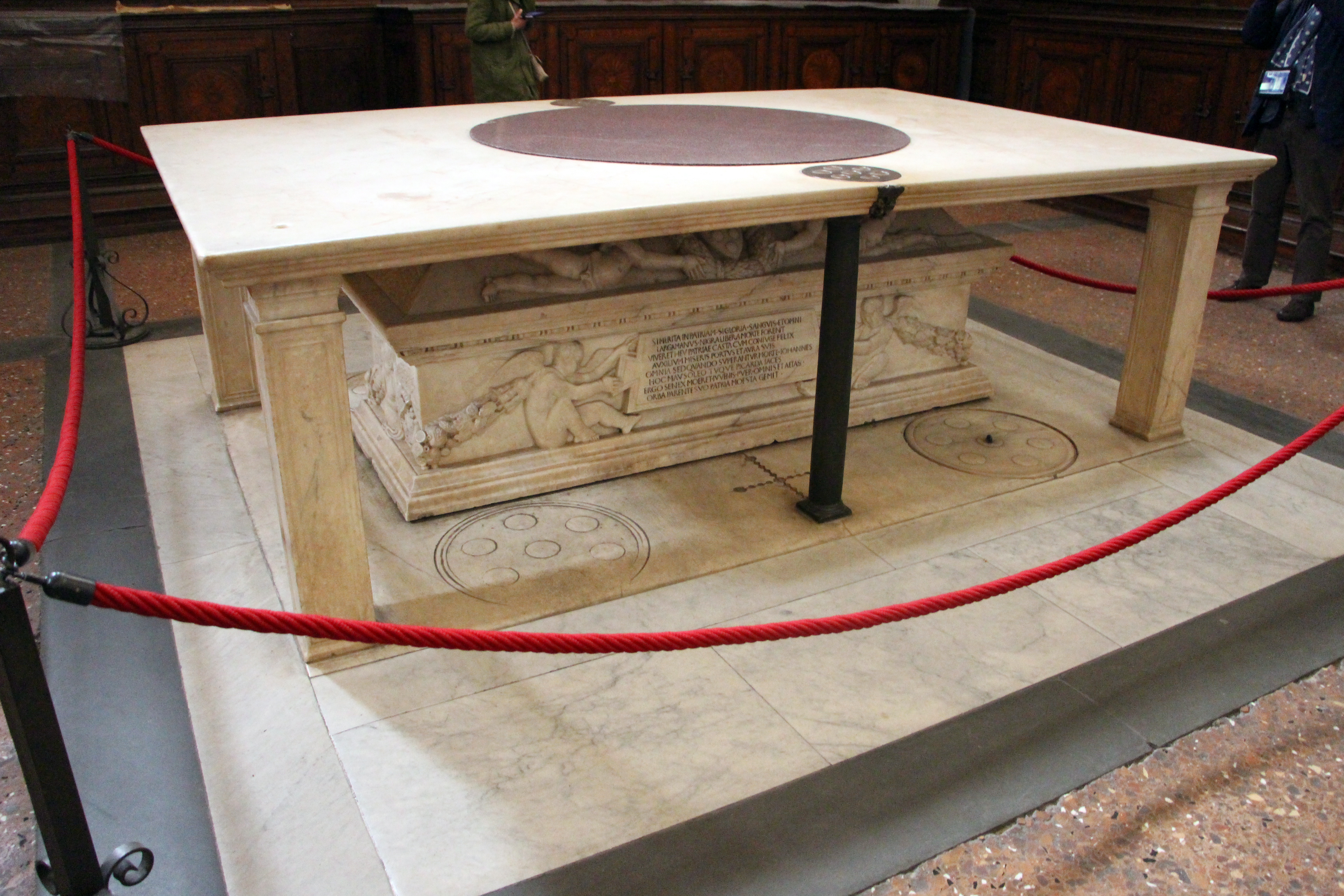
Sepulcro do casal na Antiga Sacristia.

Picarda faleceu no dia 19 de abril de 1433, quando tinha cerca de 65 anos, e foi sepultada na Antiga Sacristia (Sagrestia Vecchia) da Basílica de São Lourenço,  a qual havia sido construída por Filippo Brunelleschi, a pedido de João, para servir como capela para a família. Ela foi enterrada num túmulo esculpido por Andrea Cavalcanti, mais conhecido como Buggiano, o filho adotivo de Brunelleschi. Ela e o marido foram enterrados sob a mesa, no centro da sacristia. A sepultura também possui um monumento de mármore esculpido por Donatello, representando o casal.

## Legado
Carlo Marsuppini, humanista e poeta, escreveu uma carta aos seus dois filhos sobreviventes após sua morte, na qual celebrava as virtudes, as qualidades humanas e a fidelidade conjugal de Nanina, como era chamada na família. O poema ou Consolatoria, escrito em latim, foi inspirado na carta Consolatio ad Apollonium, de Plutarco. Outra fonte que pode ter servido de base, no entanto, é o primeiro livro de Cícero, Tusculanae Disputationes.

## Descendência
- Cosme de Médici (27 de setembro de 1389 – 1 de agosto de 1464), senhor de Florença, e fundador do ramo chamado "Cafaggiolo". Foi casado com Contessina de Bardi, com quem teve dois filhos. Também foi pai de um filho ilegítimo, Carlos de Cosme de Médici, filho de uma mulher chamada Madalena;
- Damião (m. 1390), que morreu ainda criança. As fontes não são claras, mas ele provavelmente era gêmeo de Cosme;
- Lourenço de Médici, o Velho (12 de outubro de 1394 – 23 de setembro de 1440), fundador do ramo chamado "Popolano". Foi casado com Genebra de Cavalcanti, com quem teve dois filhos;
- Antônio (m. 1398), morreu jovem;
- Uma filha de nome desconhecido, que faleceu na véspera de seu casamento.[16]